# Kraftwerk Granfors
Das Kraftwerk Granfors ist ein Wasserkraftwerk in der Gemeinde Skellefteå, Provinz Västerbottens län, Schweden, das den Skellefte älv zu einem Stausee aufstaut. Es ging 1952 in Betrieb. Das Kraftwerk ist im Besitz von Skellefteå Kraft und wird auch von Skellefteå Kraft betrieben.

## Absperrbauwerk
Das Absperrbauwerk besteht aus einer Gewichtsstaumauer mit einer Höhe von 35 m auf der rechten Flussseite, der Wehranlage mit den drei Wehrfeldern in der Flussmitte und dem Maschinenhaus auf der linken Flussseite.
Das minimale Stauziel liegt bei 122,5 m, das maximale bei 123,5 m über dem Meeresspiegel. Das Bemessungshochwasser liegt bei 701 m³/s; die Wahrscheinlichkeit für das Auftreten dieses Ereignisses wurde mit einmal in 100 Jahren bestimmt.

## Kraftwerk
Mit dem Bau des Kraftwerks wurde 1948 begonnen. Es ging 1952 mit einer Kaplan-Turbine in Betrieb. Das Kraftwerk wurde ab 1962 erweitert und 1965 wurde eine zweite Turbine installiert. Es verfügt mit den beiden Kaplan-Turbinen über eine installierte Leistung von 38 (bzw. 39 oder 40) MW. Die durchschnittliche Jahreserzeugung liegt bei 180 (bzw. 202 207 oder 218) Mio. kWh.
Die beiden Turbinen wurden von Kværner geliefert. Die erste der beiden Turbinen leistet 16 MW, die zweite 17,6 MW. Die Nenndrehzahl der ersten Turbine liegt bei 136,4 Umdrehungen pro Minute, die der zweiten bei 150 Umdrehungen pro Minute. Die Fallhöhe beträgt 17,7 (bzw. 18,5 18,8 oder 19) m. Der maximale Durchfluss liegt bei 240 m³/s.
Eine der beiden Turbinen wurde 2017 überholt; für ihre Leistung werden 23,67 MW und für ihren Durchfluss 130 m³/s angegeben.